# Gebe-szigeti kuszkusz
A gebe-szigeti kuszkusz (Phalanger alexandrae) az emlősök (Mammalia) osztályának a Diprotodontia rendjébe, ezen belül a kuszkuszfélék (Phalangeridae) családjába tartozó faj.

## Elterjedése
Indonézia, azon belül Észak-Maluku tartománya területén honos, kizárólag a Gebe-szigeten fordul elő. A tengerszint felett 300 méteres magasságban.

## Fordítás
- Ez a szócikk részben vagy egészben  a   Gebe Cuscus című angol Wikipédia-szócikk fordításán alapul.  Az eredeti cikk szerkesztőit annak laptörténete sorolja fel. Ez a jelzés csupán a megfogalmazás eredetét és a szerzői jogokat jelzi, nem szolgál a cikkben szereplő információk forrásmegjelöléseként.
- A faj szerepel a Természetvédelmi Világszövetség Vörös Listáján. IUCN. (Hozzáférés: 2011. január 13.)